# Hey hey hey
«Hey Hey Hey» es una canción del grupo chileno Los Tres, publicada el 1 de enero de 2014 como primer sencillo de su primer EP, Por acanga, lanzado en octubre de 2015.
La canción resalta en particular ya que es la primera canción compuesta por el grupo sin su guitarrista principal Ángel Parra ya que el 10 de diciembre de 2013, debido a proyectos personales en Chile, anunció públicamente su renuncia de la banda, luego de 25 años de carrera con ella. En su reemplazo la banda baraja la posibilidad de que entre Sebastián Cabib, guitarrista actual de Pettinellis, proyecto musical paralelo de Álvaro Henríquez.

## Video musical
El vídeo fue dirigido por el actor y cineasta chileno Boris Quercia. Fue lanzado simultáneamente con la canción en el sitio web de videos Youtube, y contó con la participación de Javiera Díaz de Valdés, María Luisa Mayol, y del reconocido actor español Luis Tosar.
El videoclip de la canción fue criticado vía Twitter por la ministra directora del Servicio Nacional de la Mujer (Sernam) Loreto Seguel, ya que según ella «naturaliza la violencia y el femicidio [sic] como forma de resolver conflictos». En una declaración oficial pública, Álvaro Henríquez, vocalista y líder de la banda, rechazó enfáticamente las acusaciones de Seguel, declarando que «Los Tres aborrecemos la conducta abominable del femicidio».